# Palosaari (ö i Enare träsk, Enare, 69.22N, 28.59Ö)
Palosaari eller Kapperisaari, nordsamiska: Kappeersuálui, är en ö i Finland. Den ligger i sjön Enare träsk och i kommunen Enare i den ekonomiska regionen Norra Lappland och landskapet Lappland, i den norra delen av landet, 1 000 km norr om huvudstaden Helsingfors. Öns area är 7,2 hektar och dess största längd är 0,6 kilometer i sydväst-nordöstlig riktning.